# Traugott von Heintze
Traugott Carl Otto Freiherr von Heintze (* 9. Oktober 1877 in Bordesholm; † 6. März 1946 in Neumünster) war ein deutscher Verwaltungs- und Kirchenjurist.

## Leben
Traugott von Heintze war der jüngste Sohn des damaligen Bordesholmer Landrats Johann Adolph von Heintze und dessen Frau Magda, geborene Gräfin von Reventlow, einer Tochter von Christian Andreas Julius Reventlow. Er wurde zuerst im Elternhaus unterrichtet und besuchte von Michaelis 1891 bis zum Abitur Ostern 1896 (gemeinsam mit Adolf Georg von Maltzan und Hermann Vitzthum von Eckstädt) das Katharineum zu Lübeck.
Ab dem Sommersemester 1896 studierte er Rechts- und Staatswissenschaften, zunächst an der Universität Lausanne, dann im Sommersemester 1897 an der Universität München. Am 1. Oktober 1897 trat er als Einjährig-Freiwilliger in das Kurhessische Jäger-Bataillon Nr. 11 in Marburg ein und war zugleich an der dortigen Universität immatrikuliert. Nach Ablauf seiner Dienstzeit blieb er in Marburg, wo er vor allem bei den Professoren Ludwig Enneccerus, Träger und Franz Leonhard studierte.
Am 10. März 1900 bestand er in Kassel die erste juristische Prüfung und trat am 24. April den Vorbereitungsdienst beim Amtsgericht Neumünster an. Am 28. April 1901 wurde er von der juristischen Fakultät der Universität Marburg mit einer von Franz Leonhard betreuten Dissertation über Der Nichtrechtsfähige Verein des neuen Rechts zum Dr. jur. promoviert. Als Regierungsreferendar trat er in den preußischen Verwaltungsdienst und war zunächst bei der Regierung in Potsdam tätig; 1907 war er Assessor in Ratzeburg.

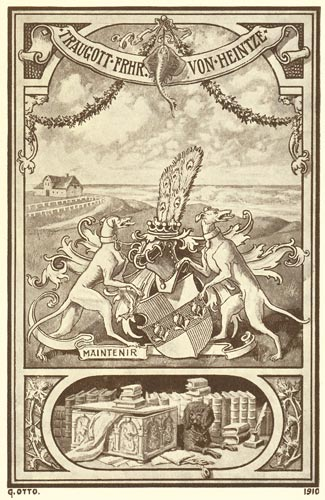
Exlibris (1910)

1911 kam er als Regierungsassessor an das schleswig-holsteinische Konsistorium in Kiel und wurde 1912 zum Konsistorialrat ernannt. Von 1914 bis 1918 leistete er Kriegsdienst im Ersten Weltkrieg. Nach dem Ende des Landesherrlichen Kirchenregimentes blieb er als Oberkonsistorialrat im Kirchendienst und wurde 1924 Vizepräsident und 1925 Präsident des Landeskirchenamtes der Evangelisch-Lutherischen Landeskirche Schleswig-Holsteins. 
Heintze stand den Deutschen Christen nahe, blieb daher 1933 im Amt und wurde Mitglied und für kurze Zeit Vorsitzender des am 12. September 1933 durch ein Ermächtigungsgesetz gebildeten Landeskirchenausschusses, des neuen DC-beherrschten Leitungsorgans der Landeskirche. Zugleich wurde das Führerprinzip eingeführt, nach dem der Präsident das Landeskirchenamt allein vertrat und nicht mehr an Kollegialbeschlüsse gebunden  war. Zum 1. Mai 1933 trat er der NSDAP bei (Mitgliedsnummer 2.732.391). 1936 wurde er jedoch in den Ruhestand gedrängt. Sein Nachfolger wurde, zunächst kommissarisch und ab 1938 regulär, der radikalere Christian Kinder.
Wegen seiner Mitgliedschaft zur NSDAP musste Freiherr von Heintze im Frühjahr 1939 weisungsgemäß wieder aus dem Johanniterorden austreten. Dort war er seit 1914 Ehrenritter und in der Schleswig-Holsteinischen Provinzialgenossenschaft der genannten Kongregation organisiert. 
Von 1940 bis 1942 war er Bürgermeister von Westerland. Von 1942 bis 1945 war er in Vertretung für den Kriegsdienst leistenden Erich Jüttner kommissarischer Landrat des Kreises Herzogtum Lauenburg.
Er war seit 1905 verheiratet mit Herta geb. Penzler (1887–1986). Das Paar hatte sechs Kinder.

## Werke
- Der Nichtrechtsfähige Verein des neuen Rechts. Diss. iur. Marburg 1901
- Lauenburgisches Sonderrecht. Die Sonderstellung des Kreises Herzogtum Lauenburg auf dem Gebiet des öffentlichen Rechts unter spezieller Berücksichtigung der geschichtlichen Entwicklung. Ratzeburg 1909
- Repertorium der Originalurkunden des Archivs der ehemaligen Ritter- und Landschaft des Herzogtums Lauenburg, 1910
- Die Verfassung der Evangelisch-Lutherischen Landeskirche Schleswig-Holsteins und die seit ihrem Erlaß ergangenen Kirchengesetze und Ausführungsbestimmungen. Mit geschichtlicher Einleitung und Einführung in die Verfassung. Bordesholm: Heliand-Verlag; Kiel [Sophienblatt 12]: Evang.-luther. Landeskirchenamt 1928